# Ковансвиль
Ковансвиль  (англ. Cowanswille; фр. Cowansville) — город на юге центральной части Квебека, Канада, расположенный на озере Давиньон, в 20 км к северу от американской границы. Ковансвиль — центр окружного муниципалитета Бром-Миссискуа. Население города, по данным канадской переписи 2011 года, составляет 12 489 человека.
В последние годы в Ковансвиле наблюдается некоторая коммерческая активность, в основном, благодаря тому, что город находится неподалёку от крупной магистрали Autoroute 10, также недалеко от города расположен горнолыжный курорт Eastern Townships.

## История и название

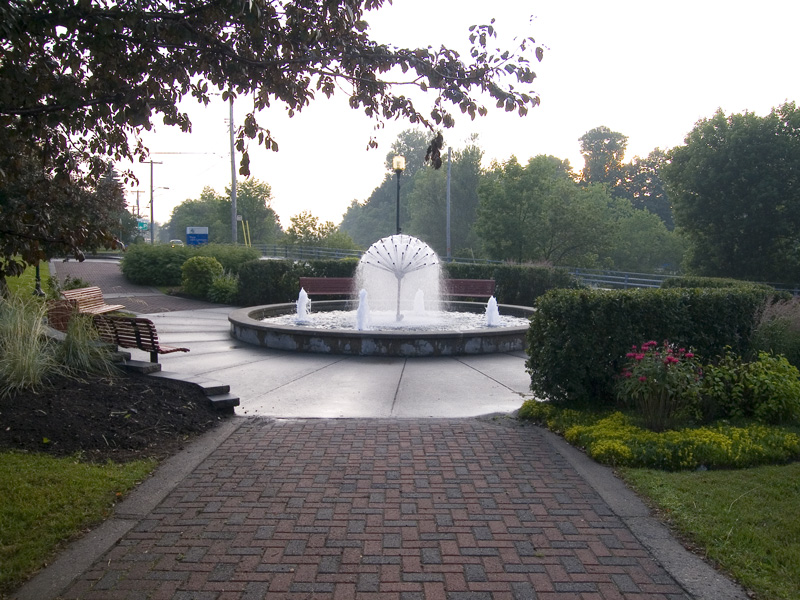
Фонтан в центре города

Джейкоб Рюйтер был первым человеком, который организовал здесь поселение. В 1800 году он построил мельницу, а затем лесопилку. В 1805 году, Рюйтер дал поселению название Нельсонвиль, в честь британского адмирала, лорда Горацио Нельсона, погибшего в Трафальгарском сражении.
Сейчас город назван в честь Питера Кована, купца из Монреаля, который поселился в этих местах в 1836 году и в 1841 году стал почтмейстером. Чтобы почту по ошибке не отправляли в другой Нельсонвиль, около Гамильтона в Верхней Канаде, он решил переименовать поселение.
В течение 1870-х годов строительство Юго-Восточной железной дороги, соединяющей Монреаль и Ковансвиль, а также открытие первого банка (Eastern Townships Bank), способствовали увеличению небольшого города, что позволило многим предприятиям основываться в этом районе. Муниципалитет был отделён от района Данэм 1 января 1876 года — он получил официальное название Ковансвиль. В феврале того же года Джеймс О’Халлоран стал мэром городского совета. В XX веке в Ковансвиле произошёл сильный промышленный рост, и он получил статус города 25 июня 1931 года.
Муниципалитет имеет население более 12 000 человек. Экономика, по большей части, базируется на промышленном секторе, в основном, это производство текстиля. В городе есть также больница, муниципальный суд, здание Исправительной Службы Канады(CSC) и природный центр около озера Давиньон.
Ковансвиль является центром судебного района Бедфорд.

## Демография

### Язык
| Родной язык для жителей Ковансвилля, Квебек | Родной язык для жителей Ковансвилля, Квебек | Родной язык для жителей Ковансвилля, Квебек | Родной язык для жителей Ковансвилля, Квебек | Родной язык для жителей Ковансвилля, Квебек | Родной язык для жителей Ковансвилля, Квебек | Родной язык для жителей Ковансвилля, Квебек | Родной язык для жителей Ковансвилля, Квебек | Родной язык для жителей Ковансвилля, Квебек | Родной язык для жителей Ковансвилля, Квебек | Родной язык для жителей Ковансвилля, Квебек | Родной язык для жителей Ковансвилля, Квебек | Родной язык для жителей Ковансвилля, Квебек | Родной язык для жителей Ковансвилля, Квебек | Родной язык для жителей Ковансвилля, Квебек | Родной язык для жителей Ковансвилля, Квебек | Родной язык для жителей Ковансвилля, Квебек | Родной язык для жителей Ковансвилля, Квебек | Родной язык для жителей Ковансвилля, Квебек |
| ------------------------------------------- | ------------------------------------------- | ------------------------------------------- | ------------------------------------------- | ------------------------------------------- | ------------------------------------------- | ------------------------------------------- | ------------------------------------------- | ------------------------------------------- | ------------------------------------------- | ------------------------------------------- | ------------------------------------------- | ------------------------------------------- | ------------------------------------------- | ------------------------------------------- | ------------------------------------------- | ------------------------------------------- | ------------------------------------------- | ------------------------------------------- |
| Перепись                                    |                                             | Всего                                       |                                             | Французский                                 | Французский                                 | Французский                                 |                                             | Английский                                  | Английский                                  | Английский                                  |                                             | Французский и английский                    | Французский и английский                    | Французский и английский                    |                                             | Другой                                      | Другой                                      | Другой                                      |
| Год                                         |                                             | Население                                   |                                             | Число                                       | Тенденция                                   | Нас %                                       |                                             | Число                                       | Тенденция                                   | Нас %                                       |                                             | Число                                       | Тенденция                                   | Нас %                                       |                                             | Число                                       | Тенденция                                   | Нас %                                       |
| 2011                                        |                                             | 12 135                                      |                                             | 9 780                                       | ▲ 2, 6 %                                    | 80, 59 %                                    |                                             | 1 970                                       | ▲ 15,5 %                                    | 16, 23 %                                    |                                             | 195                                         | ▲ 25, 8 %                                   | 1, 61 %                                     |                                             | 190                                         | ▼ 7, 3 %                                    | 1, 56 %                                     |
| 2006                                        |                                             | 11 600                                      |                                             | 9 535                                       | ▲ 0, 6 %                                    | 82, 20 %                                    |                                             | 1 705                                       | ▲ 10, 7 %                                   | 14, 70 %                                    |                                             | 155                                         | ▼ 18, 4 %                                   | 1, 33 %                                     |                                             | 205                                         | ▲ 156, 2 %                                  | 1, 77 %                                     |
| 2001                                        |                                             | 11 290                                      |                                             | 9 480                                       | ▲ 5, 9 %                                    | 83, 97 %                                    |                                             | 1 540                                       | ▼ 17, 9 %                                   | 13, 64 %                                    |                                             | 190                                         | ▼ 19, 1 %                                   | 1, 68 %                                     |                                             | 80                                          | ▼ 44, 8 %                                   | 0, 71 %                                     |
| 1996                                        |                                             | 11 205                                      |                                             | 8 950                                       | н/д                                         | 79, 88 %                                    |                                             | 1 875                                       | н/д                                         | 16, 73 %                                    |                                             | 235                                         | н/д                                         | 2, 10 %                                     |                                             | 145                                         | н/д                                         | 1, 29 %                                     |